# Gare de La Possonnière
Gare de La Possonnière – przystanek kolejowy w La Possonnière, w departamencie Maine i Loara, w regionie Kraj Loary, we Francji.
Jest przystankiem kolejowym Société nationale des chemins de fer français (SNCF), obsługiwanym przez pociągi TER Pays de la Loire kursujące między Angers, Nantes lub Cholet.